# John Groce
John Gordon Groce (Muncie, 7 settembre 1971) è un allenatore di pallacanestro statunitense.